# Nature morte évangélique
Nature morte évangélique – en italien Natura morta evangelica – est un tableau réalisé par le peintre italien Giorgio De Chirico en 1916. Cette huile sur toile métaphysique est une nature morte qui représente un ensemble de cadres plus ou moins complets dont l'un, dans le coin inférieur droit de la composition, contient une brioche, un biscuit et une carte marine. L'œuvre fait partie des collections du musée des Beaux-Arts de Nakanoshima, à Osaka, au Japon. De Chirico a par la suite exécuté plusieurs autres tableaux similaires sous le même titre, conservés ailleurs dans le monde, dont un de 1956 en Colombie.

## Provenance
Passée entre les mains de Sidney Janis, Nature morte évangélique a été cédée[précision nécessaire] par le Museum of Modern Art de New York, aux États-Unis, le 15 novembre 1989 pour 428 millions de yens.

## Description
James Thrall Soby analyse Nature morte évangélique dans son ouvrage de 1955 sur De Chirico. Il relève que les obliques qui structurent la composition picturale se retrouvent jusque dans les images encadrées qui la constituent. Dans tableau en abyme qui occupe le coin inférieur gauche, cette répétition de lignes inclinées est assurée par la représentation de deux colonnes ioniques noires sur fond bleu foncé.
Pour William Rubin, l'articulation des échafaudages en bois visibles dans le quart supérieur droit de Nature morte évangélique ressemble aux constructions du cubisme analytique, et par exemple à celle de Ma Jolie, par Pablo Picasso.

## Postérité
Salvador Dalí décrit Nature morte évangélique dans son « Saint Sébastien » pour signaler la « sensualité mécanique » et les « articulations perturbatrices » des éléments récurrents chez De Chirico. Il indique que la peinture l'a fait pleurer. Le peintre espagnol reprend en outre le titre de l'œuvre pour l'une de ses propres toiles de 1952, aujourd'hui conservée au Salvador Dali Museum de St. Petersburg, en Floride. Il s'agit également d'une nature morte, et elle représente des petits pains et des poissons.

## Expositions
Nature morte évangélique a été exposée en 2024 au musée d'Art métropolitain, à Tokyo.